# Liste des gares de Franche-Comté
Les gares en italique sont désaffectées. Celles en gras sont desservies par le TGV.

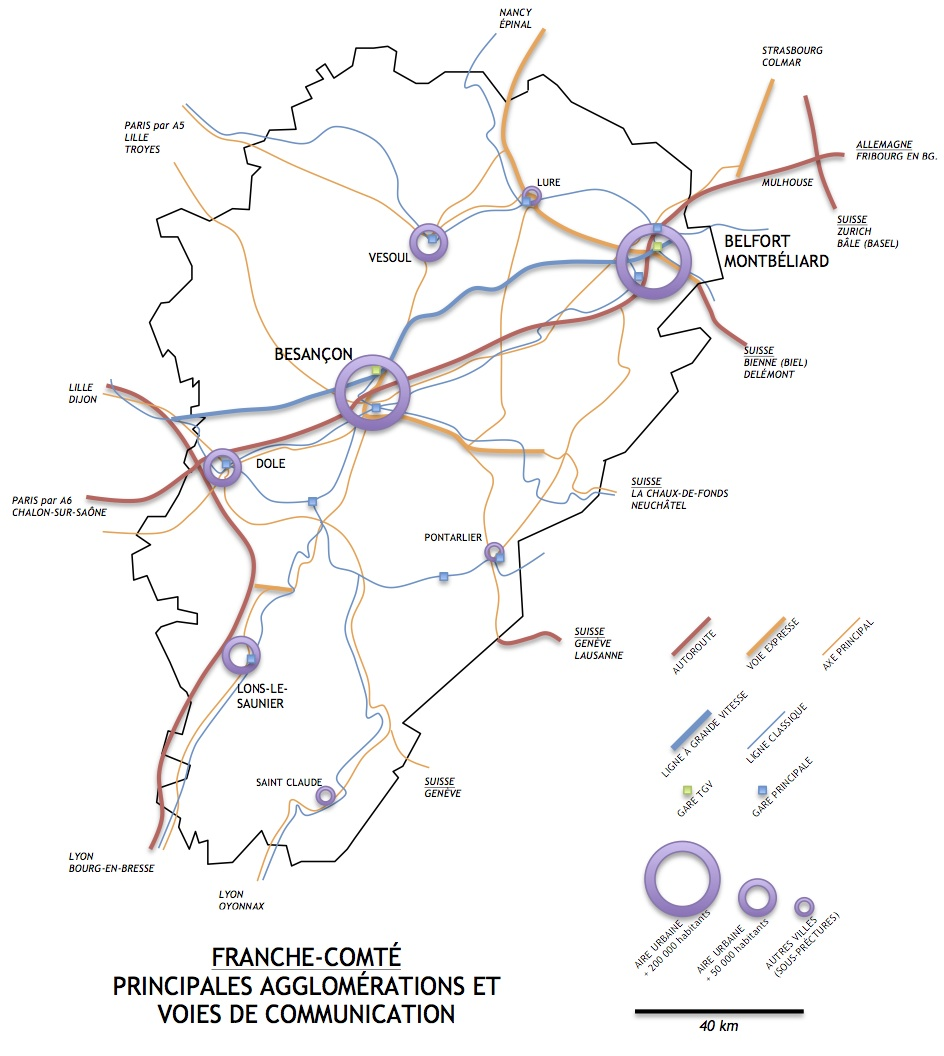
Réseau de communications routières et ferrées franc-comtoises.

## Doubs
Gares en service
| - Gare d'Arc-et-Senans - Gare d'Avoudrey - Gare de Baume-les-Dames - Gare de Byans - Gare de Besançon-Mouillère - Gare de Besançon Franche-Comté TGV - Gare de Besançon-Viotte - Gare de Clerval - Gare de Colombier-Fontaine - Gare de Dannemarie - Velesmes - Gare de Deluz - Gare d'École-Valentin - Gare d'Étalans - Gare de Franois - Gare de Frasne | - Gare de Gilley - Gare de L'Hôpital-du-Grosbois - Gare de L'Isle-sur-le-Doubs - Gare de Labergement-Sainte-Marie - Gare de Laissey - Gare de Liesle - Gare de Mamirolle - Gare de Montbéliard - Gare de Montferrand - Thoraise - Gare de Morre - Gare de Morteau | - Gare de Novillars - Gare de Pontarlier - Gare de La Rivière - Gare de Roche-lez-Beaupré - Gare de Saint-Vit - Gare de Sainte-Colombe - Gare de Saône - Gare de Torpes - Boussières - Gare du Valdahon - Gare du Valdahon-Camp-Militaire - Gare de Voujeaucourt |

Gares fermées ou désaffectées
- Gare du Frambourg
- Gare des Hôpitaux-Neufs - Jougne (exploitée par le Chemin de fer touristique Pontarlier-Vallorbe)
- Gare des Longevilles - Rochejean
- Gare de Vaux-et-Chantegrue

## Haute-Saône
Gares en service
| - Gare d'Aillevillers - Gare de Champagney - Gare de Gray | - Gare d'Héricourt - Gare de Lure - Gare de Luxeuil-les-Bains | - Gare de Ronchamp - Gare de Vesoul |

Gares fermées ou désaffectées

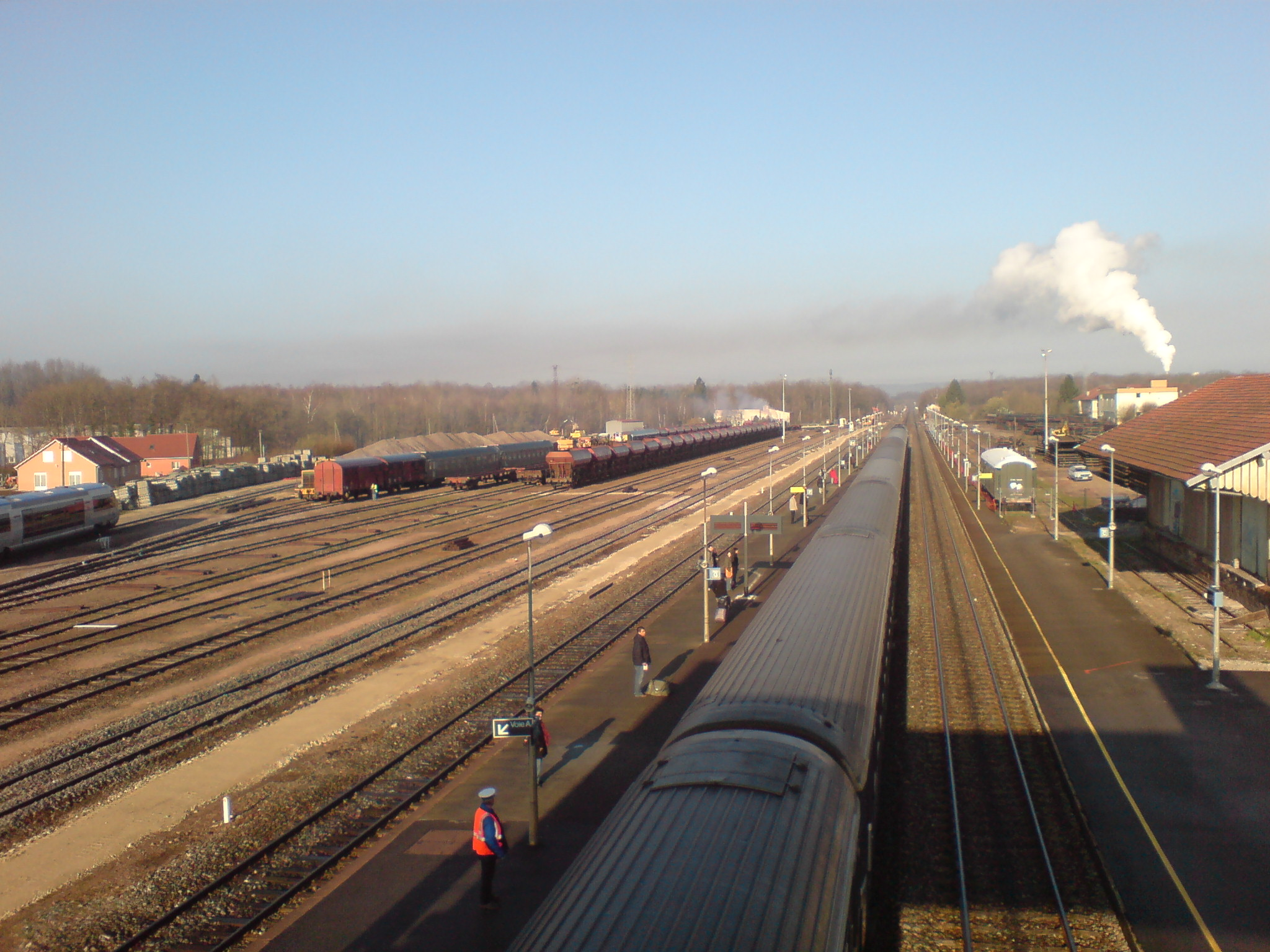
La gare de Lure.

| - Gare de Colombier - Gare de Corbenay - Gare de Creveney - Saulx - Gare de Fougerolles | - Gare de Genevreuille - Gare des houillères de Ronchamp - Gare de Vaivre - Gare des chemins de fer vicinaux de Vesoul - Gare de Villersexel |

## Jura
Gares en service
| - Gare d'Andelot - Gare d'Arbois - Gare de Champagnole - Gare de Cousance - Gare de Dole-Ville - Gare de Domblans - Voiteur - Gare de La Chaumusse - Fort-du-Plasne | - Gare de La Chaux-des-Crotenay - Gare de Lons-le-Saunier - Gare de Montbarrey - Gare de Morbier - Gare de Morez - Gare de Mouchard - Gare d'Orchamps | - Gare de Poligny - Gare de Ranchot - Gare de Saint-Amour - Gare de Saint-Claude - Gare de Saint-Laurent-en-Grandvaux - Gare de Saint-Lothain |

Gares fermées ou désaffectées
| - Gare de Chassal - Gare de Chatelay - Chissey - Gare de Courlans - Gare de Dole-La Bedugue - Gare de Dortan - Lavancia - Gare de Foucherans | - Gare de Grand-Contour - Gare de Jeurre - Gare de La Barre - Gare du Lizon - Gare de la Rixouse - Villard-sur-Bienne - Gare de Lézat - Gare de Molinges - Gare de Mont-sous-Vaudrey | - Gare de Parcey - Gare de Rochefort-sur-Nenon - Gare de Souvans - Gare de Tancua - Gare de Tavaux - Halte de Valfin-lès-Saint-Claude - Gare de Vaux-lès-Saint-Claude - Gare de Vers-en-Montagne |

## Territoire de Belfort
Gares en service
- Gare de Bas-Évette
- Gare de Belfort
- Gare de Belfort - Montbéliard TGV
- Gare de Danjoutin
- Gare de Delle
- Gare de Giromagny (fret)
- Gare de Grandvillars
- Gare de Joncherey
- Halte de Meroux TGV
- Gare de Morvillars
- Gare de Petit-Croix
- Gare des Trois-Chênes

Gares fermées ou désaffectées
- Gare de Bourogne
- Gare de Chèvremont
- Gare de Lachapelle-sous-Chaux
- Gare de Meroux (ancienne)
- Gare de Valdoie
- Gare du chemin de fer d'intérêt local à Anjoutey
- Gare du chemin de fer d'intérêt local à Belfort
- Gare du chemin de fer d'intérêt local à Brebotte
- Gare du chemin de fer d'intérêt local à Châtenois-les-Forges
- Gare du chemin de fer d'intérêt local à Danjoutin
- Gare du chemin de fer d'intérêt local à Étueffont
- Gare du chemin de fer d'intérêt local à Lachapelle-sous-Rougemont
- Gare du chemin de fer d'intérêt local aux Errues
- Gare du chemin de fer d'intérêt local à Lepuix
- Gare du chemin de fer d'intérêt local à Offemont
- Gare du chemin de fer d'intérêt local à Réchésy
- Gare du chemin de fer d'intérêt local à Roppe
- Gare du chemin de fer d'intérêt local à Rougemont-le-Château
- Gare du chemin de fer d'intérêt local à Saint-Germain-le-Châtelet
- Gare du chemin de fer d'intérêt local à Suarce
- Gare du chemin de fer d'intérêt local à Trétudans
- Gare du chemin de fer d'intérêt local à Vellescot
- Gare du chemin de fer d'intérêt local à Vézelois